# パトリック・ウィルソン
パトリック・ウィルソン（Patrick Wilson, 1973年7月3日 - ）は、アメリカ合衆国バージニア州出身の俳優。

## 来歴
バージニア州ノーフォークに生まれ、フロリダ州セントピーターズバーグで育つ。父親はニュースキャスター、母親は歌手であり、兄が二人いる。カーネギーメロン大学演劇科出身。
1995年に大学を卒業後、舞台俳優としてキャリアをスタートさせた。オフ・ブロードウェイでは『再会の街/ブライトライツ・ビッグシティ』(99)、ブロードウェイでは『フル・モンティ』(01)や『オクラホマ！』(02)に出演し、二年連続でトニー賞にノミネートされるなど、高い評価を得る。
2001年、『My Sister's Wedding(原題)』で映画デビュー。2003年にはマイク・ニコルズ監督によるTVミニシリーズ『エンジェルス・イン・アメリカ』における演技で、エミー賞及びゴールデングローブ賞の助演男優賞にノミネートされた。その後『オペラ座の怪人』(04)や『ウォッチメン』(09)などの映画に出る一方で、舞台やTVドラマ『FARGO/ファーゴ』（シーズン2）に出演するなど、幅広いジャンルで活動している。
『インシディアス』(10)以降、ジェームズ・ワン監督作品に数多く出演している。『死霊館』シリーズ(13～)では主演を務める他、『アクアマン』(18)では主人公と敵対する異父弟を演じた。同監督は彼について、「主演スターの容姿を持った驚くべき性格俳優だという印象を受ける。彼は演じる役の中に自分を消して入り込むところが素晴らしい」と評している。
2023年、『インシディアス 赤い扉』で映画監督デビューを果たした。

### プライベート
2005年に女優のダグマーラ・ドミンスクと結婚し、2006年と2009年に息子が生まれている。

## 主な出演作品

### 映画
| 年   | 邦題 原題                                                                        | 役名                                  | 備考                          | 吹き替え           |
| ---- | -------------------------------------------------------------------------------- | ------------------------------------- | ----------------------------- | ------------------ |
| 2001 | My Sister's Wedding                                                              | クイン                                | 未公開                        | N/A                |
| 2004 | アラモ The Alamo                                                                 | ウィリアム・トラヴィス                |                               | 中村大樹           |
| 2004 | オペラ座の怪人 The Phantom of the Opera                                          | ラウル・シャニュイ子爵                |                               | 佐野正幸           |
| 2005 | ハードキャンディ Hard Candy                                                      | ジェフ・コールヴァー                  |                               | 堀内賢雄           |
| 2006 | リトル・チルドレン Little Children                                               | ブラッド・アダムソン                  |                               | 桐本琢也           |
| 2006 | ハサミを持って突っ走る Running with Scissors                                     | マイケル・シェファード                | 日本劇場未公開                |                    |
| 2007 | いつか眠りにつく前に Evening                                                     | ハリス・アーデン                      |                               | 森川智之           |
| 2007 | Purple Violets                                                                   | Brian Callahan                        |                               | N/A                |
| 2008 | Life in Flight                                                                   | Will Sargent                          |                               | N/A                |
| 2008 | レイクビュー・テラス 危険な隣人 Lakeview Terrace                                 | クリス・マットソン                    | 日本劇場未公開                | 川本克彦           |
| 2008 | パッセンジャーズ Passengers                                                      | エリック・クラーク                    |                               | 桐本琢也           |
| 2009 | ウォッチメン Watchmen                                                            | ダン・ドライバーグ / ナイトオウルII世 |                               | 咲野俊介           |
| 2010 | Barry Munday                                                                     | Barry Munday                          |                               | N/A                |
| 2010 | 特攻野郎Aチーム THE MOVIE The A-Team                                             | リンチ                                |                               | 木下浩之           |
| 2010 | アラフォー女子のベイビー・プラン The Switch                                      | ローランド                            | 日本劇場未公開                | 山本兼平           |
| 2010 | インシディアス Insidious                                                         | ジョシュ・ランバート                  |                               | 咲野俊介           |
| 2010 | 恋とニュースのつくり方 Morning Glory                                             | アダム・ベネット                      |                               | 咲野俊介           |
| 2011 | ヤング≒アダルト Young Adult                                                      | バディ・スレイド                      |                               | 咲野俊介           |
| 2011 | ザ・レッジ 12時の死刑台 The Ledge                                                | ジョー・ハリス                        |                               | （吹き替え版なし） |
| 2012 | プロメテウス Prometheus                                                          | ショウの父親                          |                               | 咲野俊介           |
| 2013 | 死霊館 The Conjuring                                                             | エド・ウォーレン                      |                               | 咲野俊介           |
| 2013 | インシディアス 第2章 Insidious Chapter 2                                         | ジョシュ・ランバート                  |                               | 咲野俊介           |
| 2014 | ワルシャワ、二つの顔を持つ男 Jack Strong                                         | ダニエル                              | 日本劇場未公開                |                    |
| 2014 | スペース・ステーション76 Space Station 76                                        | グレン・テリー船長                    | 日本劇場未公開                | 宮本充             |
| 2014 | クレイジー・ドライブ Stretch                                                     | ストレッチ                            | 日本劇場未公開                | 咲野俊介           |
| 2014 | ビッグ・ストーン・ギャップ Big Stone Gap                                         | ジャック・マクチェズニー              | 日本劇場未公開                |                    |
| 2015 | ZIPPER/ジッパー エリートが堕ちた罠 Zipper                                        | サム・エリス                          |                               | 三瓶雄樹           |
| 2015 | ホーム・スイート・ヘル/キレたわたしの完全犯罪 Home Sweet Hell                    | ドン・シャンパン                      | 日本劇場未公開                | 咲野俊介           |
| 2015 | トマホーク ガンマンvs食人族 Bone Tomahawk                                        | アーサー・オドワイアー                | 日本劇場未公開                | 西垣俊作           |
| 2016 | バットマン vs スーパーマン ジャスティスの誕生 Batman v Superman: Dawn of Justice | 合衆国大統領                          | 声の出演                      |                    |
| 2016 | ライク・ア・キラー 妻を殺したかった男 A Kind of Murder                           | ウォルター・スタックハウス            |                               | （吹き替え版なし） |
| 2016 | エッジ・オブ・バイオレンス The Hollow Point                                      | ウォレス保安官                        | 日本劇場未公開                |                    |
| 2016 | 死霊館 エンフィールド事件 The Conjuring 2                                        | エド・ウォーレン                      |                               | 咲野俊介           |
| 2016 | ファウンダー ハンバーガー帝国のヒミツ The Founder                                | ロリー・スミス                        |                               | 宮内敦士           |
| 2018 | インシディアス 最後の鍵 Insidious: The Last Key                                  | ジョシュ・ランバート                  | 日本劇場未公開 アーカイブ映像 | 咲野俊介           |
| 2018 | トレイン・ミッション The Commuter                                                | アレックス・マーフィー                |                               | 桐本拓哉           |
| 2018 | 死霊館のシスター The Nun                                                         | エド・ウォーレン                      | アーカイブ映像                | 咲野俊介           |
| 2018 | アクアマン Aquaman                                                               | オーム / オーシャンマスター           |                               | 中村悠一           |
| 2019 | アナベル 死霊博物館 Annabelle Comes Home                                         | エド・ウォーレン                      |                               | 咲野俊介           |
| 2019 | アシスタント The Assistant                                                       | Famous actor                          | クレジットなし                | N/A                |
| 2019 | イン・ザ・トール・グラス -狂気の迷路- In the Tall Grass                          | ロス・フンボルト                      |                               | 咲野俊介           |
| 2019 | ミッドウェイ Midway                                                              | エドウィン・レイトン                  |                               | 咲野俊介           |
| 2021 | 死霊館 悪魔のせいなら、無罪。 The Conjuring: The Devil Made Me Do It             | エド・ウォーレン                      |                               | 咲野俊介           |
| 2022 | ムーンフォール Moonfall                                                          | ブライアン・ハーパー                  |                               | 咲野俊介           |
| 2023 | インシディアス 赤い扉 Insidious: The Red Door                                    | ジョシュ・ランバート                  | 監督兼任 日本劇場未公開       | 咲野俊介           |
| 2023 | 死霊館のシスター 呪いの秘密 The Nun II                                           | エド・ウォーレン                      | カメオ出演                    | 咲野俊介           |
| 2023 | アクアマン/失われた王国 Aquaman and the Lost Kingdom                             | オーム                                |                               | 中村悠一           |
| 2025 | 死霊館 最後の儀式 The Conjuring: Last Rites                                      | エド・ウォーレン                      |                               |                    |

### テレビ
| 年        | 邦題 原題                                      | 役名                 | 備考 | 吹き替え |
| --------- | ---------------------------------------------- | -------------------- | --- | -------- |
| 2003      | エンジェルス・イン・アメリカ Angels in America | ジョー・ピット       | 計5話出演 第56回エミー賞助演男優賞(ミニシリーズ/TV映画部門)ノミネート 第61回ゴールデングローブ賞助演男優賞(ミニシリーズ/TV映画部門)ノミネート | 川本克彦 |
| 2013-2017 | GIRLS/ガールズ Girls                           | ジョシュア           | ゲスト出演 第2シーズン第5話「捨てる神あれば…」 第6シーズン第4話「まさかの事態」                                                               |          |
| 2015      | FARGO/ファーゴ Fargo                           | ルー・ソルヴァーソン | 計10話出演 第73回ゴールデングローブ賞主演男優賞(ミニシリーズ/TV映画部門)ノミネート                                                            | 小原雅人 |
| 2019      | The Other Two                                  | 本人役               | 第6話「Chase Shoots a Music Video」 | N/A      |
| 2022      | ティーン・タイタンズGO! Teen Titans Go!        | 本人役               | 声の出演 「365!」 |          |
| 2022      | リトル・デーモン Little Demon                  | Everette             | 声の出演 第3話「エブリバディズ・ダイイング・フォー・ザ・ウィークエンド」                                                                      |          |

### 舞台
| 年        | 邦題 原題                                                       | 役名                   | 備考 |
| --------- | --------------------------------------------------------------- | ---------------------- | --- |
| 1995      | ミス・サイゴン Miss Saigon                                      | クリス・スコット       | 代役 |
| 1996-1997 | 回転木馬 Carousel                                               | ビリー・ビゲロウ       | 演出：ニコラス・ハイトナー                                                                                |
| 1999      | 再会の街/ブライトライツ・ビッグ・シティ Blight Lights, Big City | ジェイミー             | ニューヨーク・シアター・ワークショップ／演出：マイケル・グライフ                                          |
| 1999      | The Gershwins’ Fascinating Rhythm                               |                        | ロングエーカー劇場／演出：マーク・ラモス                                                                  |
| 2000      | Tenderloin                                                      | トミー・ホワット       | ニューヨーク・シティ・センター／演出：ウォルター・ボビー コンサート “Encores!”                            |
| 2000-2001 | フル・モンティ The Full Monty                                   | ジェリー・ルコウスキ   | ユージーン・オニール劇場／演出：ジャック・オブライエン 2001年トニー賞ミュージカル部門主演男優賞ノミネート |
| 2002-2003 | オクラホマ! Oklahoma!                                           | カーリー・マクレーン   | ガーシュウィン劇場／演出：トレバー・ナン 2002年トニー賞ミュージカル部門主演男優賞ノミネート               |
| 2006      | 裸足で散歩 Barefoot in the Park                                 | ポール・ブラッター     | コート劇場／演出：スコット・エリオット                                                                    |
| 2008-2009 | みんな我が子 All My Sons                                        | クリス・ケラー         | ジェラルド・シェーンフェルド劇場／演出：サイモン・マクバーニー                                            |
| 2014      | ガイズ＆ドールズ Guys and Dolls                                 | スカイ・マスターソン   | カーネギーホール／演出：ジャック・オブライエン コンサート                                                 |
| 2016      | White Rabbit Red Rabbit                                         |                        | ウェストサイド・シアター                                                                                  |
| 2017      | ブリガドーン Brigadoon                                          | トミー・オールブライト | ニューヨーク・シティ・センター／演出：クリストファー・ウィールドン                                        |

## 日本語吹き替え
『ウォッチメン』以降、大半の作品を咲野俊介がほぼ専属で担当している。
また、『アクアマン』シリーズのみ中村悠一が担当したほか、桐本拓哉、川本克彦、木下浩之、小原雅人なども吹き替えたことがある。

## 参照
1. ↑  “Florida’s Finest: Patrick Wilson Accepts Career Achievement Award at Gasparilla International Film Festival”.   MovieMaker Magazine (2017年3月8日). 2018年3月5日閲覧。
2. ↑  “ジェイソン・モモアとパトリック・ウィルソンが海中バトル 『アクアマン』本編映像公開”. Real Sound｜リアルサウンド 映画部 (2019年2月8日). 2023年9月13日閲覧。
3. ↑  “Press Release: Actor Patrick Wilson Returns to Alma Mater Carnegie Mellon University to Give 2012 Commencement Keynote”. Carnegie Mellon University.   Carnegie Mellon University (2012年4月27日). 2017年4月7日閲覧。
4. ↑  Mike Avila (2019). The Art Making of Aquaman. San Rafael, California: Insight Editions. p. 67. ISBN 978-1683835035. "“To me, he is an amazing character actor trapped in the body of a leading man,”Wan says.“But what I love about Patrick is just hoｗ much he disappears into his character.”"
5. ↑  “‘Insidious 5’ Moving Forward With Patrick Wilson Making Feature Directorial Debut – BlumFest”. Deadline.com (2020年10月29日). 2024年3月21日閲覧。
6. ↑  "Patrick Wilson and Wife Expecting Baby Number 2"
7. ↑  “レイクビュー・テラス　危険な隣人”. ソニー・ピクチャーズ公式. 2021年4月26日閲覧。
8. ↑  “ウォッチメン”. パラマウント ジャパン. 2021年4月26日閲覧。
9. ↑  “ヤング≒アダルト　スペシャル・コレクターズ・エディション”. パラマウント ジャパン. 2021年4月26日閲覧。
10. ↑  “プロメテウス［ザ・シネマ新録版］”. ふきカエル大作戦!! (2017年12月1日). 2021年4月26日閲覧。
11. ↑  “ホーム・スイート・ヘル／キレたわたしの完全犯罪”. ソニー・ピクチャーズ公式. 2021年4月26日閲覧。
12. ↑  “死霊館　エンフィールド事件”. ワーナー公式. 2021年4月26日閲覧。
13. ↑  “アクアマン”. ふきカエル大作戦!! (2019年1月29日). 2021年4月26日閲覧。
14. ↑  “ミッドウェイ(2019)”. ふきカエル大作戦!! (2021年1月15日). 2021年4月26日閲覧。
15. ↑  “アクアマン／失われた王国　－日本語吹き替え版”. 吹替キングダム (2024年1月12日). 2024年1月12日閲覧。
16. ↑  “ローランド・エメリッヒ監督最新作『ムーンフォール』、本田貴子、咲野俊介、石川界人ら日本語吹き替えキャスト発表”. クランクイン！- エンタメの「今」がわかる　映画＆エンタメニュースサイト (2022年6月29日). 2024年8月30日閲覧。